# Braxton
Braxton es una villa del Condado de Simpson, Misisipi, Estados Unidos. Según el censo de 2000 tenía una población de 181 habitantes y una densidad de población de 116.5 hab/km².

## Demografía
Según el censo de 2000, había 181 personas, 74 hogares y 44 familias residiendo en la localidad. La densidad de población era de 116,5 hab./km². Había 86 viviendas con una densidad media de 55,3 viviendas/km². El 96,13% de los habitantes eran blancos, el 3,31% afroamericanos y el 0,55% amerindios.
Según el censo, de los 74 hogares en el 27,0% había menores de 18 años, el 48,6% pertenecía a parejas casadas, el 9,5% tenía a una mujer como cabeza de familia y el 39,2% no eran familias. El 35,1% de los hogares estaba compuesto por un único individuo y el 18,9% pertenecía a alguien mayor de 65 años viviendo solo. El tamaño promedio de los hogares era de 2,45 personas y el de las familias de 3,09.
La población estaba distribuida en un 27,1% de habitantes menores de 18 años, un 5,5% entre 18 y 24 años, un 29,3% de 25 a 44, un 23,2% de 45 a 64 y un 14,9% de 65 años o mayores. La media de edad era 36 años. Por cada 100 mujeres había 86,6 hombres. Por cada 100 mujeres de 18 años o más, había 80,8 hombres.
Los ingresos medios por hogar en la localidad eran de 26.250 dólares ($) y los ingresos medios por familia eran 43.036 $. Los hombres tenían unos ingresos medios de 37.500 $ frente a los 12.500 $ para las mujeres. La renta per cápita para la ciudad era de 14.527 $. El 17,0% de la población y el 11,6% de las familias estaban por debajo del umbral de pobreza. El 4,5% de los menores de 18 años y el 29,3% de los habitantes de 65 años o más vivían por debajo del umbral de pobreza.

## Geografía
Según la Oficina del Censo de los Estados Unidos, la localidad tiene un área total de 1,6 km², todos ellos correspondientes a tierra firme.